# Club de Regatas Lima (Vóley)
El Regatas Lima Vóley es una sección del Club de Regatas Lima que actualmente participa en la Liga Nacional Superior de Voleibol del Perú en las categorías Masculino y Femenina.

## Historia
En 1997 logra su primer título, hasta la fecha posee 8 Ligas Nacionales de Voley Femenino y 1 campeonato Disunvol. Su mejor participación internacional se dio en 1970 al obtener el segundo puesto en el Campeonato Sudamericano de Clubes de Voleibol Femenino.
En el 2018 obtiene la medalla de bronce en el Campeonato Sudamericano de Clubes de Voleibol Femenino realizado en Belo Horizonte, Brasil. Obtuvo el bicampeonato en la temporada 2021-22 y vuelve a participar en el sudamericano donde logra el cuarto puesto.
Se coronó como tricampeón en la temporada 2022-23 luego de vencer a Alianza Lima en la final.

## Plantilla 2024-2025
| 1  | Rachell Hidalgo       |  | 1.60 m | Perú           |  |  |  |  |  |                                                                                                 |                                                                                                 |                                                                                                 |                                                                                                 |                                                                                                 |                                                                                                 |                                                                                                 |                                                                                                 |                                                                                                 |                                                                                                 |
| 11 | Kiara Montes          |  | 1.78 m | Perú           |  |  |  |  |  |                                                                                                 |                                                                                                 |                                                                                                 |                                                                                                 |                                                                                                 |                                                                                                 |                                                                                                 |                                                                                                 |                                                                                                 |                                                                                                 |
| 2  | Carolina Takahashi    |  | 1.70 m | Perú           |  |  |  |  |  |                                                                                                 |                                                                                                 |                                                                                                 |                                                                                                 |                                                                                                 |                                                                                                 |                                                                                                 |                                                                                                 |                                                                                                 |                                                                                                 |
| 3  | Giulia Montalbetti    |  | 1.83 m | Perú           |  |  |  |  |  |                                                                                                 |                                                                                                 |                                                                                                 |                                                                                                 |                                                                                                 |                                                                                                 |                                                                                                 |                                                                                                 |                                                                                                 |                                                                                                 |
| 24 | Elizabeth Braithwaite |  | 1.92 m | Perú           |  |  |  |  |  |                                                                                                 |                                                                                                 |                                                                                                 |                                                                                                 |                                                                                                 |                                                                                                 |                                                                                                 |                                                                                                 |                                                                                                 |                                                                                                 |
| 5  | Paola Rivera          |  | 1.75 m | México         |  |  |  |  |  |                                                                                                 |                                                                                                 |                                                                                                 |                                                                                                 |                                                                                                 |                                                                                                 |                                                                                                 |                                                                                                 |                                                                                                 |                                                                                                 |
| 25 | Karina Flores         |  | 1.93 m | México         |  |  |  |  |  |                                                                                                 |                                                                                                 |                                                                                                 |                                                                                                 |                                                                                                 |                                                                                                 |                                                                                                 |                                                                                                 |                                                                                                 |                                                                                                 |
| 10 | Emily Zinger          |  | 1.92 m | Estados Unidos |  |  |  |  |  |                                                                                                 |                                                                                                 |                                                                                                 |                                                                                                 |                                                                                                 |                                                                                                 |                                                                                                 |                                                                                                 |                                                                                                 |                                                                                                 |
| 6  | Camila Monge          |  | 1.82 m | Perú           |  |  |  |  |  |                                                                                                 |                                                                                                 |                                                                                                 |                                                                                                 |                                                                                                 |                                                                                                 |                                                                                                 |                                                                                                 |                                                                                                 |                                                                                                 |
| 16 | Milagros Hernandez    |  | 1.85 m | Perú           |  |  |  |  |  |                                                                                                 |                                                                                                 |                                                                                                 |                                                                                                 |                                                                                                 |                                                                                                 |                                                                                                 |                                                                                                 |                                                                                                 |                                                                                                 |
| 14 | Rosa Medina           |  | 1.63 m | Perú           |  |  |  |  |  |                                                                                                 |                                                                                                 |                                                                                                 |                                                                                                 |                                                                                                 |                                                                                                 |                                                                                                 |                                                                                                 |                                                                                                 |                                                                                                 |
| 8  | Alexandra Llaro       |  | 1.77 m | Perú           |  |  |  |  |  |                                                                                                 |                                                                                                 |                                                                                                 |                                                                                                 |                                                                                                 |                                                                                                 |                                                                                                 |                                                                                                 |                                                                                                 |                                                                                                 |
| 13 | Shanaiya Aymé         |  | 1.83 m | Perú           |  |  |  |  |  | Entrenador: Horacio Bastit Asistente: Guillermo Cáceres Jefe de delegación: Karina Del Castillo | Entrenador: Horacio Bastit Asistente: Guillermo Cáceres Jefe de delegación: Karina Del Castillo | Entrenador: Horacio Bastit Asistente: Guillermo Cáceres Jefe de delegación: Karina Del Castillo | Entrenador: Horacio Bastit Asistente: Guillermo Cáceres Jefe de delegación: Karina Del Castillo | Entrenador: Horacio Bastit Asistente: Guillermo Cáceres Jefe de delegación: Karina Del Castillo | Entrenador: Horacio Bastit Asistente: Guillermo Cáceres Jefe de delegación: Karina Del Castillo | Entrenador: Horacio Bastit Asistente: Guillermo Cáceres Jefe de delegación: Karina Del Castillo | Entrenador: Horacio Bastit Asistente: Guillermo Cáceres Jefe de delegación: Karina Del Castillo | Entrenador: Horacio Bastit Asistente: Guillermo Cáceres Jefe de delegación: Karina Del Castillo | Entrenador: Horacio Bastit Asistente: Guillermo Cáceres Jefe de delegación: Karina Del Castillo |

## Palmarés

### Femenina

#### Torneos internacionales
- Campeonato Sudamericano de Clubes de Voleibol Femenino
  - Subcampeones (1): 1970.
  - Tercero (2): 1988 y 2018.[12]

#### Torneos nacionales
- Liga Nacional Superior de Voleibol del Perú
  - Ganadores (8): 2002-03, 2004-05, 2005-06, 2006-07, 2016-17, 2020-21, 2021-22, 2022-23.
- División Superior Nacional de Voleibol
  - Ganadores (1): 1997.

### Masculina

#### Torneos nacionales
- Liga Nacional Superior de Voleibol Masculino del Perú
  - Ganadores (2): 2018, 2019